# Liparis condylobulbon
Liparis condylobulbon es una especie de orquídea de hábitos terrestres, originaria de Asia.

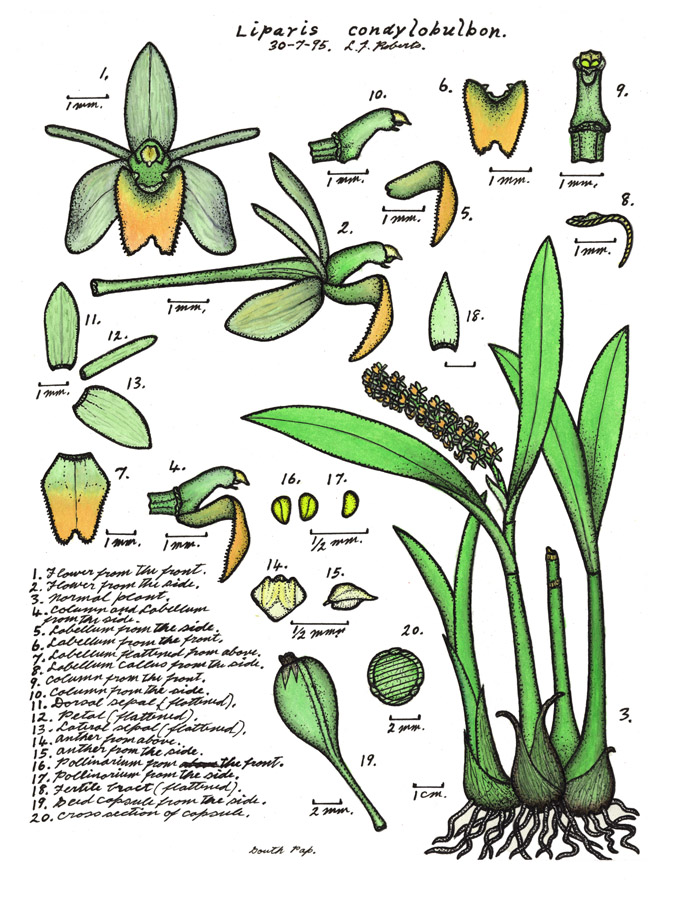
Ilustración

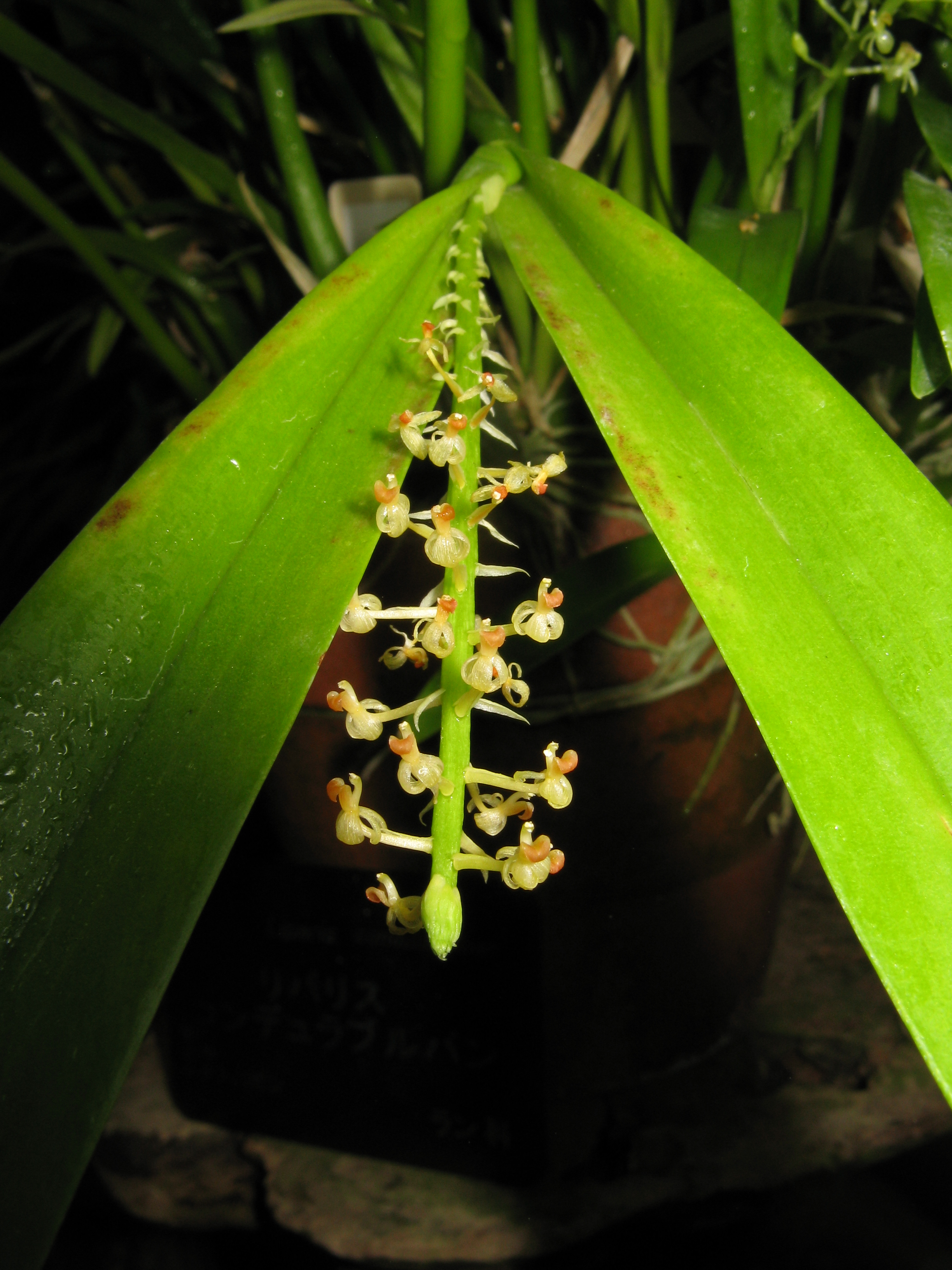
Vista de la planta

## Descripción
Es una orquídea de tamaño mediano, que prefiere el clima cálido al frío. Tiene hábitos litofitas o epifita con pseudobulbos  que llevan 1 a 2 hojas angostamente lanceoladas, de hojas finas y textura. Florece en el invierno y el verano en una inflorescencia terminal, arqueada de 10 a 25 cm de largo, racemosa con flores que salen de una bráctea verde estrechamente triangular.

## Distribución y hábitat
Se encuentra en Birmania y a través del sudeste de Asia, Solomon, Australia, Fiyi, Samoa, Vanuatu y Nueva Caledonia donde aparece con mayor frecuencia en el haz de ramas de árboles a baja altura sobre playas y lagunas, y forma un gran tapete de muchas plantas. También se puede encontrar en el dosel de los bosques tropicales de nivel medio con grandes colonias esteras en ramas más grandes.

## Taxonomía
Liparis capensis fue descrita por  John Lindley y publicado en Hamburger Garten- und Blumenzeitung 18: 34. 1862.
Etimología
Liparis; nombre genérico latíno que deriva del griego Liparos (λιπαρός) que significa "grasa, rico o brillante." Este nombre se refiere a la textura (sensación) de las hojas de estas plantas: que se producen casi aceitosas y brillantes.
condylobulbon: epíteto latino que se refiere a la forma de los pseudobulbos.
Sinonimia
- Cestichis clemensiae Ames
- Cestichis condylobulbon (Rchb.f.) M.A.Clem. & D.L.Jones
- Cestichis persimilis (Schltr.) M.A.Clem. & D.L.Jones
- Cestichis vestita Ames
- Gyrostachys nesophila (Rchb.f.) Kuntze
- Leptorchis condylobulbon (Rchb. f.) Kuntze
- Leptorkis condylobulbon (Rchb.f.) Kuntze
- Liparis clemensiae (Ames) Ames
- Stichorkis condylobulbon (Rchb.f.) Marg., Szlach. & Kulak
- Liparis confusa J.J.Sm.
- Liparis confusa var. amboinensis J.J.Sm.
- Liparis dolichopoda Hayata
- Liparis nesophila Rchb.f.
- Liparis persimilis Schltr.
- Liparis savaiiensis H.Fleischm. & Rech.
- Liparis treubii J.J.Sm.
- Stichorkis persimilis (Schltr.) Marg., Szlach. & Kulak[3][4]